# Казанчи (Башкортостан)
Казанчи (баш. Ҡаҙансы) — село в Бакалинском районе Республики Башкортостан Российской Федерации. Входит в состав Старокостеевского сельсовета. Живут русские (2002).

## География

### Географическое положение
Расположено на берегу реки Шерашлинка вблизи западной границы республики. Расстояние до:
- районного центра (Бакалы): 22 км,
- ближайшей ж/д станции (Туймазы): 98 км.

## История
Известно с 1708.
Название происходит от именования башкирского этнонима каҙансы (каҙансы ‘котловой’)
Основано, возможно, башкирами Булярской волости Казанской дороги на собственных землях. По договору 1794 о припуске поселились государственные крестьяне.
Занимались скотоводством, земледелием, пчеловодством, изготовлением саней, плетением лаптей.
До 2008 года — административный центр Казанчинского сельсовета.
В связи с упразднением в 2008 году Казанчинского сельсовета Казанчи введён в состав Старокостеевского сельсовета (Закон Республики Башкортостан от 19.11.2008 N 49-з «Об изменениях в административно-территориальном устройстве Республики Башкортостан в связи с объединением отдельных сельсоветов и передачей населённых пунктов», ст.1, п.6, д)).

## Население
| 2002 | 2009 | 2010 |
| ---- | ---- | ---- |
| 419  | ↘372 | ↘327 |

Историческая численность населения: в 1865 в 158 дворах проживало 912 человек; 1906—1307 чел.; 1920—1747; 1939—1400; 1959—934; 1989—445; 2002—419; 2010—327.
Национальный состав
Согласно переписи 2002 года, преобладающая национальность — русские (94 %).

## Инфраструктура
Основная школа, детсад, фельдшерско-акушерский пункт, клуб, библиотека.
Были молельный дом раскольников, 11 мельниц. В 1896 построена церковь. В 1906 было: церковно-приходская школа, бакалейная лавка, хлебозапасный магазин.

## Известные уроженцы
- Светляков, Анисим Илларионович  (1897—1977) — советский военачальник, генерал-майор.